# Qiang wei zhi lian
Qiang wei zhi lian (cinese semplificato: 蔷薇之恋; titolo internazionale The Rose) è una serie televisiva taiwanese con protagoniste Ella Chen, Selina Ren ed Hebe Tien delle S.H.E, e la controparte maschile Joe Cheng. Sebbene la serie sia stata prodotta e girata a Taiwan, dove si utilizzano i caratteri cinesi tradizionali, il titolo è scritto in caratteri semplificati. La serie è basata sullo shōjo manga Bara no tame ni, di Akiemi Yoshimura.

## Trama
La storia è una versione atipica di Cenerentola. La protagonista è Zheng Bai He (Ella Chen), la quale viene mollata dal suo ragazzo perché è grassa e brutta, e nello stesso giorno, oltre a ritrovarsi la nonna morta, scopre che sua madre non è morta come lei pensava da tempo. Sua madre, infatti, è la famosa attrice Han Li (Ye Tong), e Bai He si ritrova a vivere in mezzo alla famiglia Han, sebbene la verità sulla sua nascita non sia stata ancora rivelata.
Circondata da tre fratellastri nati dalla stessa madre ma da padri diversi, e scoprendo una madre fredda e dura, Bai He si trasforma in Cenerentola e finisce a fare la domestica. I tre fratellastri sono isolati l'uno dall'altro, oltre che dalla società esterna, tuttavia sebbene abbiano tutti un'apparenza gelida nascondono delle storie dietro il loro isolamento. Sarà la comparsa della cenerentola di casa a cambiarli, ed a far scoprire a Bai He la principessa che ha dentro di sé.

## Intreccio
Bai He è una ragazza estremamente normale, ha un cuore gentile e generoso, ma viene sempre rifiutata ed allontanata dalla gente poiché è bassa e cicciottella. Il suo aspetto è all'origine del suo complesso d'inferiorità, che influenza pesantemente la sua vita, le relazioni interpersonali e le sue stesse emozioni. Tantissime belle ragazze appaiono di fianco a Bai He, e rafforzano il concetto stabile nella sua mente: "Io sono sempre brutta".
Bai He è la tipica ragazza dolcissima e gentile, ma che sarà sempre relegata nell'angolino delle "brutte" in una società che da tempo ha imparato a giudicare le persone solo dal loro aspetto fisico. Ciò accade nella sua testa, finché non trova il coraggio di amare se stessa per quello che è, imparandolo dalle persona che le vogliono bene, ed insegnandolo anche ai membri della propria famiglia.
The Rose mantiene i ruoli e la struttura prestabilita del manga originale, aggiungendo però dettagli agli stati d'animo dei personaggi man mano che la storia si svolge. Il pubblico viene guidato attraverso strati sempre più approfonditi della scoperta di sentimenti quali amore, affetto per la famiglia ed amicizia.

## Cast esteso
- Ella Chen: Zheng Bai He
- Joe Cheng: Han Kui
- Jerry Huang: Han Jing
- Joelle Lu: Han Fu Rong
- Cecilia Yip: Han Li
- Selina Ren: Zhuang Zhe Qing e Di Ya Man
- Hebe Tien: Xiao Feng
- Bi Li: Po Po
- Hong Jiao Nang: Mao Ji
- Z-Chen (張智成): Shan Bo
- Senda Aisa: Mary
- Zeng Guo Cheng: compagno della madre
- Dylan Kuo: compagno della madre
- Kenji Wu: amico di Mao Ji
- Zhang Hao Ming: redattore del manga di Mao Ji
- Huang Wan Bo: redattore del manga di Mao Ji
- Renzo Liu: Li Zhi Mao
- Qian De Men: nonno di Bai He
- Wang Juan: parente degli Han
- Long Chen Han (隆宸翰): appuntamento combinato di Bai He
- Zhang Yong Zheng: dottore
- Gu Xuan Chun: Zheng Ye

## Curiosità
- La regista Qu You Ning appare in un cameo come insegnante nella scuola elementare Fu Rong.
- La serie ha vinto il premio come "Drama più Popolare del 2004" (年度最受歡迎戲劇節目獎) ai Golden Bell Awards.